# Franz Brentano
Franz Brentano (16. ledna 1838 Marienberg am Rhein – 17. března 1917 Curych) byl německý filozof a psycholog. Jeho myšlenky ovlivnily Edmunda Husserla i Alexia Meinonga.

## Život
Franz Clemens Honoratus Hermann Josef Brentano pocházel ze silně religiózní intelektuální německo-italské rodiny. Otec Christian Brentano byl katolickým spisovatelem, strýc Clemens Brentano a teta Bettina von Arnim patřili mezi významné německé romantické spisovatele. Brentano studoval na univerzitách v Mnichově, Würzburgu a Berlíně (pod vedením aristotelského logika Adolfa Trendelenburga). Nejvíce se zajímal o Aristotela a scholastickou filosofii. Roku 1862 se na univerzitě v Tübingen stal doktorem filosofie.
Poté začal studovat theologii a vstoupil do semináře v Mnichově. Ve würzburském semináři se připravoval na přijetí kněžství, vysvěcen byl 6. srpna 1864. Nicméně se nadále zabýval studiem Aristotela (v letech 1865–1866 píše a obhajuje habilitační práci na téma „Aristotelova Psychologie“). Začal vyučovat na würzburské universitě (1872–1873), jeho studenty byli mezi jinými také Carl Stumpf a Anton Marty.

V letech 1870–1873 Brentano stále více bojuje s dogmaty katolické církve, zvláště s dogmatem o papežské neomylnosti (které bylo přijato na prvním vatikánském koncilu roku 1870). V tomto období Brentano odcestoval do Londýna, setkává se zde s Herbertem Spencerem a navazuje písemný styk s J. S. Millem. Během své nepřítomnosti je roku 1873, i přes výhrady university, která nesouhlasila s jeho zapojením do diskuse proti papežské neomylnosti, jmenován mimořádným profesorem. Avšak Brentano již nechtěl být dále knězem. Krátce po habilitaci a jmenování „odložil sutanu“.

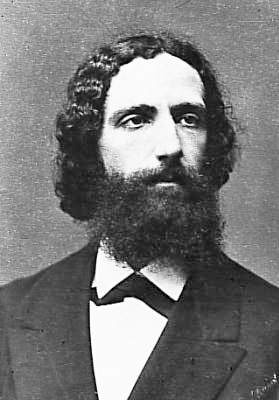
Franz Brentano

Začal pracovat na svém ústředním díle Psychologie z empirického hlediska. První svazek byl vydán roku 1874. V tomto roce se mu na základě doporučení Hermanna Lotzeho také podařilo získat místo řádného profesora na univerzitě ve Vídni, kde pokračoval ve své úspěšné učitelské kariéře až do roku 1895. Brentano byl ke své práci velmi kritický, proto v této době publikoval pouze přednášky. V těchto pojednáních (Genius, Původ rozpoznávání dobrého a zlého atd.) představuje svůj pohled na etická témata.
Zůstal profesorem pouze šest let, neboť se v roce 1880 rozhodl oženit s Idou von Leben. Protože v Rakousku-Uhersku nebylo dovoleno oženit se žádnému knězi, který opustil svůj úřad, vzdal se Brentano rakouského občanství a rezignoval na profesorské místo na vídeňské univerzitě. Ida a Franz se dočasně odstěhovali do Saska, kde se také v Lipsku konečně vzali. Po několika měsících se Brentano vrací jako pouhý Privatdozent (soukromý docent). Tento titul mu umožňoval vyučovat, ale bez nároku na plat. Několik let se snažil získat své postavení zpět; roku 1895 po smrti své ženy Rakousko opustil. Usadil se ve Florencii, kde se také roku 1897 oženil s Emilií Ruprechtovou.
V roce 1903 podstoupil neúspěšnou operaci šedého zákalu, postupně ztrácel zrak, až nakonec zcela oslepl. I přesto v tomto období nadále publikuje, a to díky pomoci Emilie. Roku 1907 vydává soubor kratších psychologických textů Untersuchungen zur Sinnespsychologie; roku 1911 vychází druhý díl Psychologie z empirického hlediska nazvaný O klasifikaci psychických fenoménů . Dále publikuje dvě knihy o Aristotelovi, v první knize Aristoteles a jeho pohled na svět interpretuje Aristotelovu psychologii; druhá kniha nese název Aristotelovo učení o původu lidského ducha. Brentano pokračuje v debatě se Zellerem (která započala již v šedesátých letech 19. století, poté co Zeller kritizoval Brentanovu „Aristotelovu Psychologii“).
Když Itálie válčila proti Německu a Rakousku, Brentano, který se cítil být občanem všech tří zemí, raději zvolil za svůj nový domov neutrální Švýcarsko. Franz Brentano zemřel v sedmdesáti devíti letech 17. března 1917 v Curychu, kde je také pochován na hřbitově Sihlfeld.

## Žáci a vliv
Brentano je často popisován jako neobyčejný, charismatický učitel. Z jeho žáků vyrůstali významní vědci, kteří často jako rektoři univerzit „šířili dále Brentanovu ideu filosofie jakožto přísné vědy.“
K jeho žákům řadíme fenomenologa Edmunda Husserla, psychologa a autora tzv. teorie předmětu Alexia Meinonga, psychologa, estetika a teoretika hodnot Christiana von Ehrenfelse, filosofa jazyka Antona Martyho, psychologa Carla Stumpfa, významného psychologa Kazimíra Twardowskiho a také Sigmunda Freuda nebo Rudolfa Steinera.
Mnoho jeho žáků se stalo profesory po celé rakousko-uherské říši: Marty v Praze, Meinong v Grazu, Twardowski ve Lvově. Samozřejmě nemůžeme opomenout Brentanova vídeňského posluchače Tomáše G. Masaryka. Také Martin Heidegger i Max Scheler souhlasně tvrdili, že byli ovlivněni Brentanovou filosofií. Franz Kafka spolu s Maxem Brodem, Christianem Ehrenfelsem, Oskarem Krausem aj. patřili ke kroužku pražských brentanovců, který se pravidelně setkával v pražské kavárně Café Louvre, tuto bychom nalezli na Národní třídě i dnes.
Brentano po sobě zanechal mnoho nepublikovaných filosofických rukopisů. Alfréd Kastil a Oskar Kraus, kteří byli studenty dřívějšího Brentanova posluchače Antona Martyho, začali jeho práci posmrtně vydávat. Snažili se prezentovat Brentanovu práci nejlépe, jak mohli, i když některé texty, které dali dohromady, cele neodpovídají kritériím editorské práce. Později práci na Brentanově díle přejali další editoři, ale stále ještě nebyla dokončena.
V českém prostředí byla zatím přeložena jen jediná kniha, O původu mravního poznání. Brentano ji poprvé přednesl v roce 1889 na zasedání Vídeňské právnické společnosti; v témže roce vyšla tiskem a měla obrovský ohlas v řadách rakousko-uherské inteligence.

## Dílo
- Psychologie vom empirischen Standpunkt (1874)
- Vom Ursprung sittlicher Erkenntnis (1889)
- Aristoteles und seine Weltanschauung (1911)